# Ozierki (rejon biełowski)
Ozierki (ros. Озерки) – wieś (ros. село, trb. sieło) w zachodniej Rosji, centrum administracyjne sielsowietu kondratowskiego rejonu biełowskiego w obwodzie kurskim.

## Geografia
Wieś położona jest 14 km od centrum administracyjnego rejonu (Biełaja) i 91 km od Kurska.
Ulice wsi to (stan na rok 2020): Gajek, Zagorodje, Kuzniecowka, Pionierskaja, Posiołok, Serbija, Centralnaja, Jama.

## Demografia
W 2010 r. miejscowość zamieszkiwało 369 osób.

## Zabytki
- Cerkiew Michała Archanioła (1898)[2]